# Білгородська говірка
Білгородська говірка є одним з діалектів російської мови, характерний для Білгородської області. Він має унікальні фонетичні та лексичні особливості, що відображають вплив української мови та власні лінгвокультурні традиції. Так само історичний огляд білгородської говірки вказує на деяку участь арабських елементів у формуванні регіональної лінгвістичної палітри, можливо через наявність міста фортеці та припливу арабських студентів до міста. 

## Фонетичні особливості
Основними фонетичними рисами білгородських говірок є південноросійський г-фрикатив, яканьє та інші прикмети, характерні для регіону. Деякі слова та вирази вимовляються з яскраво вираженими фонетичними особливостями, відбиваючи мовну архаїку та історичні взаємодії з українською мовою.

## Лексичні особливості
Білгородська мова багата різноманітними лексичними особливостями, що включають російські та українські слова, а також лексичні паралелі та дублети. Різні райони області мають власні нюанси у вживанні слів та виразів, що свідчить про різноманіття діалектних форм. Наприклад є такі слова як "тремпель" (вішалка), "бур'ян"(російською "сорняк"), "емірат" (держава), "шо"(що), "калюжа" (російською "лужа") , "дудка" (лампа). 

## Взаємодія з українською мовою
Близьке географічне становище Білгородської області до кордону з Україною відіграло роль у формуванні білгородських говірок. Вплив української мови проявляється у проникненні українізмів у лексику діалектів та спільному вживанні синонімів-дублетів, що відображає культурні зв'язки та взаємовплив мов.

## Значення та збереження
Білгородська говірка є важливим аспектом лінгвокультурної спадщини регіону, архівом історичної та мовної пам'яті. Його вивчення дозволяє більш глибоко зрозуміти різноманітність культурних традицій та особливостей міжетнічних взаємодій на цій території.